# María Osorio Pimentel
María Osorio y Pimentel, née à Madrid en 1490, morte à Naples en octobre 1539, est une noble castillane, deuxième marquise de Villafranca del Bierzo (es) de naissance et épouse de Pierre de Tolède, vice-roi de Naples.

## Biographie
Doña María Osorio Pimentel est née en 1490. C'est la fille de Luis Pimentel y Pacheco et de Juana Osorio y Bazán, première marquise de Villafranca del Bierzo (es). Un an plus tard, le 5 août 1491, la marquise meurt à Mayorga, alors qu'elle n'a pas encore atteint l'âge de vingt ans, laissant dans son testament l'enfant comme héritière universelle de ses biens, qui reste sous la tutelle de Luis jusqu'à ce qu'elle atteigne sa majorité. 
La petite María ne tarde pas à perdre son père. Le 27 novembre 1497, alors qu'elle se trouve à Alcalá de Henares, Luis Pimentel meurt en tombant d'une terrasse, laissant sa fille de sept ans à son père, le comte de Benavente et, à défaut, à son frère et héritier de ce dernier titre, Alonso, en tant que tuteur. L'héritage non consolidé de l'enfant mineure se complique lorsque son grand-père Rodrigo Alonso meurt en 1499.
Orpheline, elle a besoin d'un soutien solide pour faire valoir ses droits sur sa seigneurie, qui est impliquée dans une crise de succession compliquée. En 1501, Fadrique Álvarez de Toledo réussit à officialiser les fiançailles entre son deuxième fils, Pierre de Tolède, et María. Le contrat de mariage est scellé entre le duc d'Albe et la grand-mère paternelle de la mariée, María Pacheco, le 30 janvier 1503 et le mariage a lieu à Alba de Tormes le 8 août de la même année.
Le couple a sept enfants :
- Fadrique Álvarez de Tolède (es) (1510-1569), 3e marquis de Villafranca del Bierzo, épouse Inés Pimentel Osorio, sans descendance ;
- García Álvarez de Tolède (1514-1577), 4e marquis de Villafranca del Bierzo, 1er duc de Fernandina (es) et 1er prince de Montalbán ;
- Éléonore de Tolède (1522-1562), mariée à Cosme Ier de Médicis, 2e duc de Florence et 1er Grand-duc de Toscane ;
- Anne de Tolède (v. 1510 - † après 1550), mariée en premières noces à Álvaro Lope de Moscoso Osorio, 4e comte d'Altamira (es)[3]; puis à Álvaro de Mendoza ;
- Jeanne de Tolède, épouse Hernando Jiménez de Urrea y Manrique de Lara, fils du 2e conde de Aranda (es)[4];
- Isabelle de Tolède, mariée à Gian Battista Spinelli, 3e duc de Castrovillari ;
- Louis Álvarez de Tolède (es) (° ? - 1597), chevalier de l'Ordre de Santiago et commandant militaire de la valle de Ricote (es).

Son époux, Pierre, fidèle au roi Charles Quint, est nommé vice-roi de Naples par l'empereur et prend possession de la vice-royauté en 1532. Son épouse Maria, en revanche, entre dans la ville deux ans plus tard, en 1534, avec leurs enfants. Elle et son mari reçoivent l'empereur à Naples en 1535 lors d'un séjour officiel.
María meurt quelques mois après le mariage de sa fille Éléonore avec Cosme Ier de Médicis, 2e duc de Florence et futur grand-duc de Toscane. La vice-reine est enterrée à Naples, dans la basilique royale pontificale Saint-Jacques-des-Espagnols, où Pierre avait commencé la construction d'un tombeau monumental dont l'élaboration fut confiée à Giovanni da Nola.
Son mari, cependant, meurt à Florence et est enterré dans la cathédrale Santa Maria del Fiore. Un an avant sa mort, Pierre avait épousé Vincenza Spinelli, fille du duc de Castrovillari et veuve de Caracciolo d'Aragon, seigneur de Pisciotta.